# Problem
Problem (с англ. — «Проблема») — сингл американской певицы Арианы Гранде, записанный при участии австралийской хип-хоп исполнительницы Игги Азалии. Песня была выпущена 28 апреля 2014 как лид-сингл со второго студийного альбома исполнительницы My Everything. Также в песне используется голос рэпера Биг Шона.
Сингл имел большой коммерческий успех и вошёл в десятку многих чартов мира. Официальная премьера музыкального видео на канале VEVO состоялась 30 мая 2014 года. Сейчас видео на Problem имеет более 1 миллиарда просмотров.

## Запись и релиз
После выхода дебютного альбома Yours Truly в сентябре 2013, который положительно был принят критиками, в октябре Гранде объявила о записи уже второго альбома. Первоначально выпуск альбома планировался на февраль 2014 года. В январе 2014 официально начались сессии звукозаписи для грядущего альбома, стало известно, что Ариана работает с новыми продюсерами такими как, Райан Теддер, Саван Котеха, Бенни Бланко и Макс Мартин. После записи нескольких песен для альбома Гранде остановилась на выборе главного сингла. 15 апреля 2014 года официально было объявлено, что сингл получил название «Problem» и, что записан он совместно с Игги Азалией. 10 апреля Гранде предложила своим фанатам выбрать из двух предложенных изображений то которое будет использоваться в качестве обложки. Победило изображение на котором Ариана предстает в более соблазнительном образе, на нём Гранде изображена откинувшейся на раскладной стул и одетой в белые чулки.
Впервые Гранде исполнила сингл на Radio Disney Music Awards, он был выпущен в iTunes в полночь 28 апреля 2014.
Для предзаказа сингл был доступен с 21 марта 2014. После выхода «Problem» возглавила iTunes в 30 странах и добралась до первой позиции в американском iTunes всего за 37 минут.
О своей работе с Игги Азалия Гранде высказалась так:
Мне понравилась Игги, когда я увидела её живое выступление с песней «Work». Это было оригинально и свежо... Я подумала, что мы составим идеальный дуэт в песне «Problem». Я очень рада, что она согласилась спеть со мной.
Строчка «one less problem without you» была взята из журнала Cosmopolitan.

## Коммерческий успех
«Problem» дебютировал в Billboard Hot 100 под номером 3, тем самым став второй песней в десятке для Арианы и для Игги.
Пиком для песни оказалась вторая строка, благодаря чему Игги Азалия смогла повторить рекорд группы The Beatles по нахождению двух песен на первой и второй строчках сразу («Fancy» и «Problem»). Благодаря высоким продажам в первую неделю (438 тыс. копий) песне удалось дебютировать на первой строчке Billboard Digital Songs. По состоянию на 4 июня 2014 в США продано свыше 1 448 000 копий.
Также «Problem» возглавил новозеландский чарт, добрался до второй строчки в Австралии, 3 в Канаде и 8 в Швеции. Сингл стал платиновым в США, Австралии и золотым в Новой Зеландии и Швеции.

## Видеоклип
Видеоклип был выпущен на следующий день после релиза сингла, режиссёром клипа выступил The Young Astronauts. Рэпер Big Sean также появлялся в этом клипе. Видеоклип был оформлен в стиле 1960-х годов. Он начинается с появления Арианы в чёрном мини-платье с блестками. Игги появляется на цветном фоне.
Видеоклип был выпущен 30 мая 2014 года, а 28 июля оно превысило уже 100 миллионов просмотров, что сделало его вторым музыкальным клипом, сертифицированным Vevo от Grande, после «The Way». По состоянию на сентябрь 2018 года музыкальное видео имеет более 1,1 миллиарда просмотров на YouTube. Музыкальное видео было номинировано в категориях «Лучшая совместная работа», «Лучшее женское видео» и «Лучшее поп-видео», и в итоге получило награду «Лучшее поп-видео». Это был первый раз, когда Гранде и Азалия выиграли VMA.

## Живые выступления
Впервые песня была исполнена Гранде на церемонии вручения премии Radio Disney Music Awards 2014 года 26 апреля 2014 года, трансляция была показана днем позже 27 апреля 2014 года. Позднее она была исполнена на ежегодном фестивале Джеффри Санкера в Палм-Спрингс. С тех пор Гранде также исполнила песню на музыкальной премии iHeartRadio 2014 года 1 мая 2014 года,, на Шоу Эллен ДеДженерес, 6 мая 2014 года и на Born Free Africa Mother’s. День семейного карнавала 11 мая.
Гранде исполнила песню на различных концертах: 10 мая 2014 года на ежегодном концерте Wango Tango, транслируемым радиостанцией Wango Tango 102,7, это было первое совместное выступление с Игги Азалией; 31 мая 2014 года на ежегодном концерте Kiss2014, транслируемым радиостанцией Kiss 108 fm; 29 июня 2014 года в Нью-Йорке на концерте KTUphoria, транслируемым радиостанцией 103,5 KTU. 18 мая 2014 года Гранде исполнила песню вместе с Азалией на Billboard Music Awards 2014. 20 мая, 2014 Гранде выступила в финале сезона 18 « Танцы со звездами», а 15 июня — на церемонии вручения наград MuchMusic Video Awards. Песня была исполнена на вечеринке у бассейна iHeartRadio Ultimate в 2014 году. 28 августа Гранде исполнила песню в программе Today Show, а также во время карманного шоу на сцене Honda в театре iHeartRadio в Лос-Анджелесе. 8 сентября 2014 года Гранде исполнила песню вместе с «Bang Bang» и «Break Free» на X Factor Australia и на австралийском телешоу Sunrise вместе с песней «Break Free». 12 сентября она исполнила смешанную версию песен «Problem» и"Break Free" на музыкальной станции японского телешоу. 19 сентября 2014 она исполнила песню на музыкальном фестивале iHeartRadio. 9 ноября 2014 года Ариана исполнила песню вместе с «Break Free» на MTV Europe Music Awards. 23 ноября 2014 года Ариана исполнила песню вместе с «Break Free» и «Love Me Harder» на American Music Awards.

## Форматы и трек-лист
- Digital download[37]

1. «Problem» — 3:14

## Чарты
| Чарт (2014—15)                                 | Лучшая позиция |
| ---------------------------------------------- | -------------- |
| Австралия (ARIA)                               | 2              |
| Австрия (Ö3 Austria Top 40)                    | 16             |
| Бельгия/Фландрия (Ultratop 50)                 | 15             |
| Бельгия/Фландрия (Ultratop Urban)              | 2              |
| Бельгия/Валлония (Ultratop 50)                 | 11             |
| Brazil (Billboard Brasil Hot 100)              | 79             |
| Канада (Billboard Canadian Hot 100)            | 3              |
| Канада (Billboard AC)                          | 33             |
| Канада (Billboard CHR/Top 40)                  | 1              |
| Канада (Billboard Hot AC)                      | 5              |
| Чехия (Rádio — Top 100)                        | 17             |
| Чехия (Singles Digitál Top 100)                | 5              |
| Дания (Tracklisten)                            | 5              |
| Европа (Billboard Euro Digital Song Sales)     | 1              |
| Финляндия (Suomen virallinen lista)            | 6              |
| Франция (SNEP)                                 | 14             |
| Германия (GfK)                                 | 19             |
| Greece Digital Songs (Billboard)               | 3              |
| Венгрия (Rádiós Top 40)                        | 26             |
| Венгрия (Single Top 40)                        | 31             |
| Венгрия (Stream Top 40)                        | 2              |
| Ирландия (IRMA)                                | 1              |
| Израиль (Media Forest)                         | 1              |
| Italy (FIMI)                                   | 12             |
| Япония (Billboard Japan Hot 100)               | 16             |
| Lebanon (Lebanese Top 20)                      | 2              |
| Mexico Airplay (Billboard)                     | 4              |
| Нидерланды (Dutch Top 40)                      | 5              |
| Нидерланды (Single Top 100)                    | 10             |
| Новая Зеландия (Recorded Music NZ)             | 1              |
| Норвегия (VG-lista)                            | 6              |
| Польша (Polish Airplay Top 100)                | 6              |
| Russia (TopHit)                                | 206            |
| Шотландия (OCC Scotland)                       | 1              |
| Словакия (Rádio — Top 100)                     | 25             |
| Словакия (Singles Digitál Top 100)             | 8              |
| Slovenia (SloTop50)                            | 40             |
| ЮАР (EMA)                                      | 7              |
| South Korea (Gaon)                             | 1              |
| South Korea International (Gaon Digital Chart) | 1              |
| Испания (PROMUSICAE)                           | 11             |
| Швеция (Sverigetopplistan)                     | 5              |
| Швейцария (Schweizer Hitparade)                | 8              |
| Великобритания (OCC UK Singles)                | 1              |
| США (Billboard Hot 100)                        | 2              |
| США (Billboard Adult Contemporary)             | 15             |
| США (Billboard Adult Pop Airplay)              | 8              |
| США (Billboard Dance/Mix Show Airplay)         | 2              |
| США (Billboard Dance Club Songs)               | 12             |
| США (Billboard Latin Pop Airplay)              | 32             |
| США (Billboard Pop Airplay)                    | 1              |
| США (Billboard Rhythmic)                       | 1              |
| Venezuela (Record Report)                      | 87             |

| Чарт (2014)                            | Позиция |
| -------------------------------------- | ------- |
| Australia (ARIA)                       | 18      |
| Austria (Ö3 Austria Top 40)            | 59      |
| Belgium (Ultratop 50 Flanders)         | 52      |
| Belgium Urban (Ultratop Flanders)      | 9       |
| Belgium (Ultratop 50 Wallonia)         | 71      |
| Canada (Canadian Hot 100)              | 18      |
| Denmark (Tracklisten)                  | 25      |
| Germany (Official German Charts)       | 65      |
| Italy (FIMI)                           | 35      |
| Japan (Japan Hot 100)                  | 45      |
| Netherlands (Single Top 100)           | 22      |
| New Zealand (Recorded Music NZ)        | 19      |
| Switzerland (Schweizer Hitparade)      | 47      |
| South Korea (Gaon Chart International) | 6       |
| UK Singles (Official Charts Company)   | 23      |
| US Billboard Hot 100                   | 9       |
| US Adult Contemporary (Billboard)      | 41      |
| US Adult Top 40 (Billboard)            | 34      |
| US Dance/Mix Show Airplay (Billboard)  | 37      |
| US Mainstream Top 40 (Billboard)       | 10      |
| US Rhythmic (Billboard)                | 10      |

| Чарт (2015)                            | Позиция |
| -------------------------------------- | ------- |
| Belgium Urban (Ultratop Flanders)      | 42      |
| South Korea (Gaon Chart)               | 58      |
| South Korea (Gaon Chart International) | 5       |

| Чарт (2016)                            | Позиция |
| -------------------------------------- | ------- |
| South Korea (Gaon Chart International) | 25      |

| Чарт (2017)                            | Позиция |
| -------------------------------------- | ------- |
| South Korea (Gaon Chart International) | 41      |

| Чарт (2018)                            | Позиция |
| -------------------------------------- | ------- |
| South Korea (Gaon Chart International) | 65      |

## Сертификации
| Регион | Сертификация  | Продажи    |
| --- | ------------- | ---------- |
| Австралия (ARIA) | 5× Платиновый | 350 000    |
| Канада (Music Canada) | 4× Платиновый | 320 000    |
| Германия (BVMI) | Платиновый    | 300 000    |
| Италия (FIMI) | 2× Платиновый | 100 000    |
| Япония (RIAJ) | Платиновый    | 250 000^   |
| Мексика (AMPROFON) | Золотой       | 30 000*    |
| Новая Зеландия (RMNZ) | Платиновый    | 15 000*    |
| Нидерланды (NVPI) | 3× Платиновый | 120 000^   |
| Норвегия (IFPI Norway) | 3× Платиновый | 30 000*    |
| Испания (PROMUSICAE) | Платиновый    | 40 000*    |
| Республика Корея (Gaon) | —             | 2 018 511  |
| Швеция (GLF) | 3× Платиновый | 120 000    |
| Швейцария (IFPI Switzerland) | Золотой       | 15 000     |
| Великобритания (BPI) | 2× Платиновый | 1 200 000  |
| США (RIAA) | 6× Платиновый | 3 700 000  |
| Стриминг |               |            |
| Дания (IFPI Danmark) | 2× Платиновый | 5 200 000^ |
| Испания (PROMUSICAE) | Платиновый    | 8 000 000* |
| * Данные о продажах приведены только на основе сертификации. · ^ Данные о тиражах приведены только на основе сертификации. · Данные о продажах + прослушиваниях приведены только на основе сертификации. |               |            |

 Since May 2013 RIAA certifications for digital singles include on-demand audio and/or video song streams in addition to downloads.

## Над записью работали

### запись
- Записано в студии звукозаписи Conway (Лос-Анджелес, Калифорния) и студии Wolf Cousins (Стокгольм, Швеция)
- Смешанные в MixStar Studios (Вирджиния-Бич, Вирджиния)
- Мастеринг в Стерлинг Саунд (Нью-Йорк, Нью-Йорк)

### управление
- Wolf Cousins (STIM), Warner Chappell Music Scandinavia, AB (STIM), MXM (под управлением Kobalt), Grand Hustle Publishing, Grandarimusic Publishing (ASCAP), MXM (под управлением Kobalt) (ASCAP)
- Игги Азалия выступает благодаря Virgin EMI Records под эксклюзивной лицензией в Соединённых Штатах на Def Jam Recordings
- Big Sean, любезно предоставленный Def Jam Recordings

### персонал
- Ариана Гранде — написание песен, вокал
- Игги Азалия — автор песен, признанный художник
- Big Sean — бэк-вокал
- Макс Мартин — написание песен, производство для MXM Productions, вокальное производство, клавишные, программирование
- Ilya Salmanzadeh — написание песен, производство для Wolf Cousins Productions, гитара, бас, клавишные, программирование,бэк-вокал
- Саван Котеча — написание песен, бэк-вокал
- Shellback — производство для Wolf Cousins Productions, ключи, программирование
- Carolina Liar — вокальное производство, звукорежиссёр
- Сэм Холланд — звукорежиссёр
- Сербская Генея — сведение
- Джон Хейнс — Инженер-миксер
- Том Койн — мастеринг
- Ая Меррилл — мастеринг
- Леон Сильва — саксофон

## Дата выпуска
| Регион         | Дата           | Формат                 | Лейбл            |
| -------------- | -------------- | ---------------------- | ---------------- |
| Canada         | 28 апреля 2014 | Цифровая дистрибуция   | Universal Music  |
| США            | 28 апреля 2014 | Цифровая дистрибуция   | Republic Records |
| Австралия      | 29 апреля 2014 | Цифровая дистрибуция   | Universal Music  |
| Бельгия        | 29 апреля 2014 | Цифровая дистрибуция   | Universal Music  |
| Дания          | 29 апреля 2014 | Цифровая дистрибуция   | Universal Music  |
| Финляндия      | 29 апреля 2014 | Цифровая дистрибуция   | Universal Music  |
| Франция        | 29 апреля 2014 | Цифровая дистрибуция   | Universal Music  |
| Германия       | 29 апреля 2014 | Цифровая дистрибуция   | Universal Music  |
| Италия         | 29 апреля 2014 | Цифровая дистрибуция   | Universal Music  |
| Нидерланды     | 29 апреля 2014 | Цифровая дистрибуция   | Universal Music  |
| Новая Зеландия | 29 апреля 2014 | Цифровая дистрибуция   | Universal Music  |
| Норвегия       | 29 апреля 2014 | Цифровая дистрибуция   | Universal Music  |
| Швеция         | 29 апреля 2014 | Цифровая дистрибуция   | Universal Music  |
| США            | 29 апреля 2014 | Contemporary hit radio | Republic Records |
| США            | 29 апреля 2014 | Rhythmic contemporary  | Republic Records |
| США            | 10 июня 2014   | Urban contemporary     | Republic Records |
| Великобритания | 29 июня 2014   | Цифровая дистрибуция   | Republic Records |